# Medaillenspiegel der Europaspiele 2019
Vollständiger Medaillenspiegel der Europaspiele 2019, die vom 21. bis 30. Juni 2019 in Minsk stattfanden. Bei identischer Medaillenbilanz sind die Länder auf dem gleichen Rang geführt und alphabetisch geordnet.
Im November 2019 wurde ein Dopingfall bei den Ringern bekannt gegeben, der eine Goldmedaille weniger für Belarus zur Folge hatte. Bei Georgien wechselte dadurch eine Silber- zu einer Goldmedaille, bei Russland eine Bronze- zu einer Silbermedaille und die Ukraine erhielt eine zusätzliche Bronzemedaille. In der Folge rutschte Deutschland im Medaillenspiegel von Platz 6 auf 7.
Hinweis: Beim Boxen, Judo, Karate, Ringen und Sambo wurden in jeder Disziplin jeweils 2 Bronzemedaillen vergeben, weshalb sich die Bronzemedaillenanzahl von der Anzahl der Gold- und Silbermedaillen unterscheidet.
| Medaillenspiegel (nach 200 von 200 Entscheidungen; Stand 11. November 2019) | Medaillenspiegel (nach 200 von 200 Entscheidungen; Stand 11. November 2019) | Medaillenspiegel (nach 200 von 200 Entscheidungen; Stand 11. November 2019) | Medaillenspiegel (nach 200 von 200 Entscheidungen; Stand 11. November 2019) | Medaillenspiegel (nach 200 von 200 Entscheidungen; Stand 11. November 2019) | Medaillenspiegel (nach 200 von 200 Entscheidungen; Stand 11. November 2019) |
| Platz                                                                       | Land                                                                        | Gold                                                                        | Silber                                                                      | Bronze                                                                      | Gesamt                                                                      |
| --------------------------------------------------------------------------- | --------------------------------------------------------------------------- | --------------------------------------------------------------------------- | --------------------------------------------------------------------------- | --------------------------------------------------------------------------- | --------------------------------------------------------------------------- |
| 01                                                                          | Russland                                                                    | 44                                                                          | 24                                                                          | 41                                                                          | 109                                                                         |
| 02                                                                          | Belarus                                                                     | 23                                                                          | 16                                                                          | 29                                                                          | 68                                                                          |
| 03                                                                          | Ukraine                                                                     | 16                                                                          | 17                                                                          | 19                                                                          | 52                                                                          |
| 04                                                                          | Italien                                                                     | 13                                                                          | 15                                                                          | 13                                                                          | 41                                                                          |
| 05                                                                          | Niederlande                                                                 | 9                                                                           | 13                                                                          | 7                                                                           | 29                                                                          |
| 06                                                                          | Georgien                                                                    | 7                                                                           | 9                                                                           | 14                                                                          | 30                                                                          |
| 07                                                                          | Deutschland                                                                 | 7                                                                           | 6                                                                           | 13                                                                          | 26                                                                          |
| 08                                                                          | Frankreich                                                                  | 6                                                                           | 9                                                                           | 13                                                                          | 28                                                                          |
| 09                                                                          | Großbritannien                                                              | 6                                                                           | 9                                                                           | 8                                                                           | 23                                                                          |
| 10                                                                          | Aserbaidschan                                                               | 5                                                                           | 10                                                                          | 13                                                                          | 28                                                                          |
| 11                                                                          | Armenien                                                                    | 5                                                                           | 3                                                                           | 3                                                                           | 11                                                                          |
| 12                                                                          | Spanien                                                                     | 5                                                                           | 2                                                                           | 6                                                                           | 13                                                                          |
| 13                                                                          | Ungarn                                                                      | 4                                                                           | 6                                                                           | 9                                                                           | 19                                                                          |
| 14                                                                          | Belgien                                                                     | 4                                                                           | 1                                                                           | 1                                                                           | 6                                                                           |
| 14                                                                          | Slowenien                                                                   | 4                                                                           | 1                                                                           | 1                                                                           | 6                                                                           |
| 16                                                                          | Bulgarien                                                                   | 3                                                                           | 7                                                                           | 8                                                                           | 18                                                                          |
| 17                                                                          | Portugal                                                                    | 3                                                                           | 6                                                                           | 6                                                                           | 15                                                                          |
| 18                                                                          | Schweiz                                                                     | 3                                                                           | 3                                                                           | 4                                                                           | 10                                                                          |
| 19                                                                          | Israel                                                                      | 3                                                                           | 3                                                                           | 1                                                                           | 7                                                                           |
| 20                                                                          | Griechenland                                                                | 3                                                                           | 2                                                                           | 4                                                                           | 9                                                                           |
| 21                                                                          | Dänemark                                                                    | 3                                                                           | 2                                                                           | 3                                                                           | 8                                                                           |
| 22                                                                          | Polen                                                                       | 3                                                                           | 1                                                                           | 10                                                                          | 14                                                                          |
| 23                                                                          | Schweden                                                                    | 3                                                                           | 1                                                                           | 4                                                                           | 8                                                                           |
| 24                                                                          | Türkei                                                                      | 2                                                                           | 6                                                                           | 7                                                                           | 15                                                                          |
| 25                                                                          | Tschechien                                                                  | 2                                                                           | 5                                                                           | 6                                                                           | 13                                                                          |
| 26                                                                          | Rumänien                                                                    | 2                                                                           | 3                                                                           | 5                                                                           | 10                                                                          |
| 27                                                                          | Lettland                                                                    | 2                                                                           | 3                                                                           | 2                                                                           | 7                                                                           |
| 28                                                                          | Kroatien                                                                    | 2                                                                           | 1                                                                           | 5                                                                           | 8                                                                           |
| 29                                                                          | Litauen                                                                     | 2                                                                           | 1                                                                           | —                                                                           | 3                                                                           |
| 30                                                                          | Finnland                                                                    | 2                                                                           | —                                                                           | 1                                                                           | 3                                                                           |
| 31                                                                          | Irland                                                                      | 1                                                                           | 2                                                                           | 4                                                                           | 7                                                                           |
| 31                                                                          | Österreich                                                                  | 1                                                                           | 2                                                                           | 4                                                                           | 7                                                                           |
| 33                                                                          | Serbien                                                                     | 1                                                                           | 2                                                                           | 3                                                                           | 6                                                                           |
| 34                                                                          | Kosovo                                                                      | 1                                                                           | 1                                                                           | 1                                                                           | 3                                                                           |
| 35                                                                          | Estland                                                                     | —                                                                           | 2                                                                           | 3                                                                           | 5                                                                           |
| 36                                                                          | Moldau                                                                      | —                                                                           | 1                                                                           | 4                                                                           | 5                                                                           |
| 37                                                                          | Slowakei                                                                    | —                                                                           | 1                                                                           | 3                                                                           | 4                                                                           |
| 38                                                                          | Luxemburg                                                                   | —                                                                           | 1                                                                           | 2                                                                           | 3                                                                           |
| 39                                                                          | Bosnien und Herzegowina                                                     | —                                                                           | 1                                                                           | —                                                                           | 1                                                                           |
| 39                                                                          | Montenegro                                                                  | —                                                                           | 1                                                                           | —                                                                           | 1                                                                           |
| 39                                                                          | Zypern                                                                      | —                                                                           | 1                                                                           | —                                                                           | 1                                                                           |
| 42                                                                          | Norwegen                                                                    | —                                                                           | —                                                                           | 2                                                                           | 2                                                                           |
| 43                                                                          | San Marino                                                                  | —                                                                           | —                                                                           | 1                                                                           | 1                                                                           |
| Gesamt                                                                      | Gesamt                                                                      | 200                                                                         | 200                                                                         | 283                                                                         | 683                                                                         |